# Alexandre Dgebuadze
Alexandre Dgebuadze (né le 21 mai 1971 en Géorgie) est un grand maître belge du jeu d'échecs d'origine géorgienne.
En 1990, il remporte le championnat national de Géorgie. Il obtient le titre de grand maître international en 2002. Il est champion de Belgique en 2002, 2005, 2007 et 2020.
En juillet 2009, il est le 4e joueur belge au classement Elo.